# 无芒铁线蕨
无芒铁线蕨（学名：Adiantum bonatianum var. subaristatum）为铁线蕨科铁线蕨属下的一个变种。